# Ammeris
Ammeris l'Etiope (VIII secolo a.C. – 695 a.C.) è stato un precursore della XXVI dinastia egizia.
Il nome di Ammeris è riportato solamente da Eusebio di Cesarea nella sua epitome di Manetone, che lo pone come primo faraone della XXVI dinastia. Questo nome non risulta collegabile con nessun nome di sovrano egizio conosciuto attraverso dati archeologici.

Il fatto che nella lista manetoniana sia indicato come l'Etiope, ha portato a ritenere che Ammeris potesse essere stato un comandante nubiano di Shabaka (XXV dinastia), che l'avrebbe posto al governo della città di Sais dopo aver sconfitto Bocchoris della XXIV dinastia.